# Arco monumentale all'Arma di Artiglieria
L'Arco monumentale all'Arma di Artiglieria (anche noto come Arco del Valentino o Arco di Trionfo) è un arco trionfale situato a Torino, all'ingresso Nord del Parco del Valentino, a pochi metri dal Ponte Umberto I.
Il monumento fu eretto per celebrare l'Arma di artiglieria italiana e inaugurato il 15 giugno 1930, in occasione dell'anniversario della battaglia del Piave (1918), evento in cui il corpo armato di origine piemontese giocò un ruolo fondamentale ai fini della vittoria.
Il progetto fu affidato dal Comitato monumento all'Arma Artiglieria a Pietro Canonica (esperto scultore torinese allievo di Odoardo Tabacchi), nel 1926. I lavori di costruzione procedettero molto lentamente a causa degli insufficienti fondi economici, che richiesero più volte l'erogazione di ingenti finanziamenti da parte del Comune di Torino.
L'arco presenta al suo esterno quattro rilievi ispirati ad altri corpi militari, mentre al centro dell'opera è presente una statua dedicata a Santa Barbara, patrona degli artificieri.